# Пјаца ди Сабионе (Ређо Емилија)
Пјаца ди Сабионе је насеље у Италији у округу Ређо Емилија, региону Емилија-Ромања.
Према процени из 2011. у насељу је живело 70 становника. Насеље се налази на надморској висини од 66 м.